# Camille Pelletan

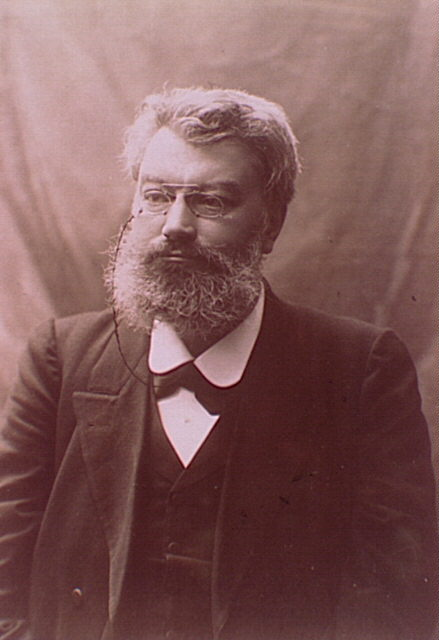
Camille Pelletan.

Charles Camille Pelletan, född den 28 juni 1846 i Paris, död där den 4 juni 1915, var en fransk politiker och journalist. Han var son till Eugène Pelletan.
Pelletan var ursprungligen arkivman och paleograf. Han började tidigt medarbeta i pressen och blev 1880 Georges Clemenceaus främste medarbetare i Justice. Han blev deputerad 1881 och var 1902–1905 marinminister i Émile Combess regering. Pelletan blev senator 1912. Han var högt kultiverad men bisarr i sitt vårdslösa personliga uppträdande, en typisk representant för 1900 års skeptiska och raljanta radikalism. Pelletan utgav bland annat Le comité central de la commune (1879), Georges Clemenceau (1883), samt De 1815 à nos jours (1891).